# Falkland Occidentale
Falkland Occidentale (in inglese West Falkland, in spagnolo Gran Malvina) è un'isola dell'Oceano Atlantico dell'emisfero australe facente parte dell'arcipelago delle isole Falkland.
È la seconda isola per dimensione dell'arcipelago con una superficie di 4.532 km² (5.413 km² includendo isole minori adiacenti). È un'isola prevalentemente collinare, separata dalla vicina Falkland Orientale dallo Stretto di Falkland. Il suo punto più elevato è il Monte Adam, a 698 m s.l.m..
La popolazione è inferiore ai 200 abitanti, prevalentemente distribuiti lungo la costa. L'insediamento principale è Port Howard posto sulla costa orientale. Altri insediamenti sono Albemarle, Chartres, Dunnose Head, Fox Bay, Fox Bay West, Hill Cove, Port Stephens, e Roy Cove. Nel 1986 l'isola possedeva una popolazione di 265 abitanti, ma erano già scesi a 144 al censimento del 2001.